# Antoine de Pluvinel

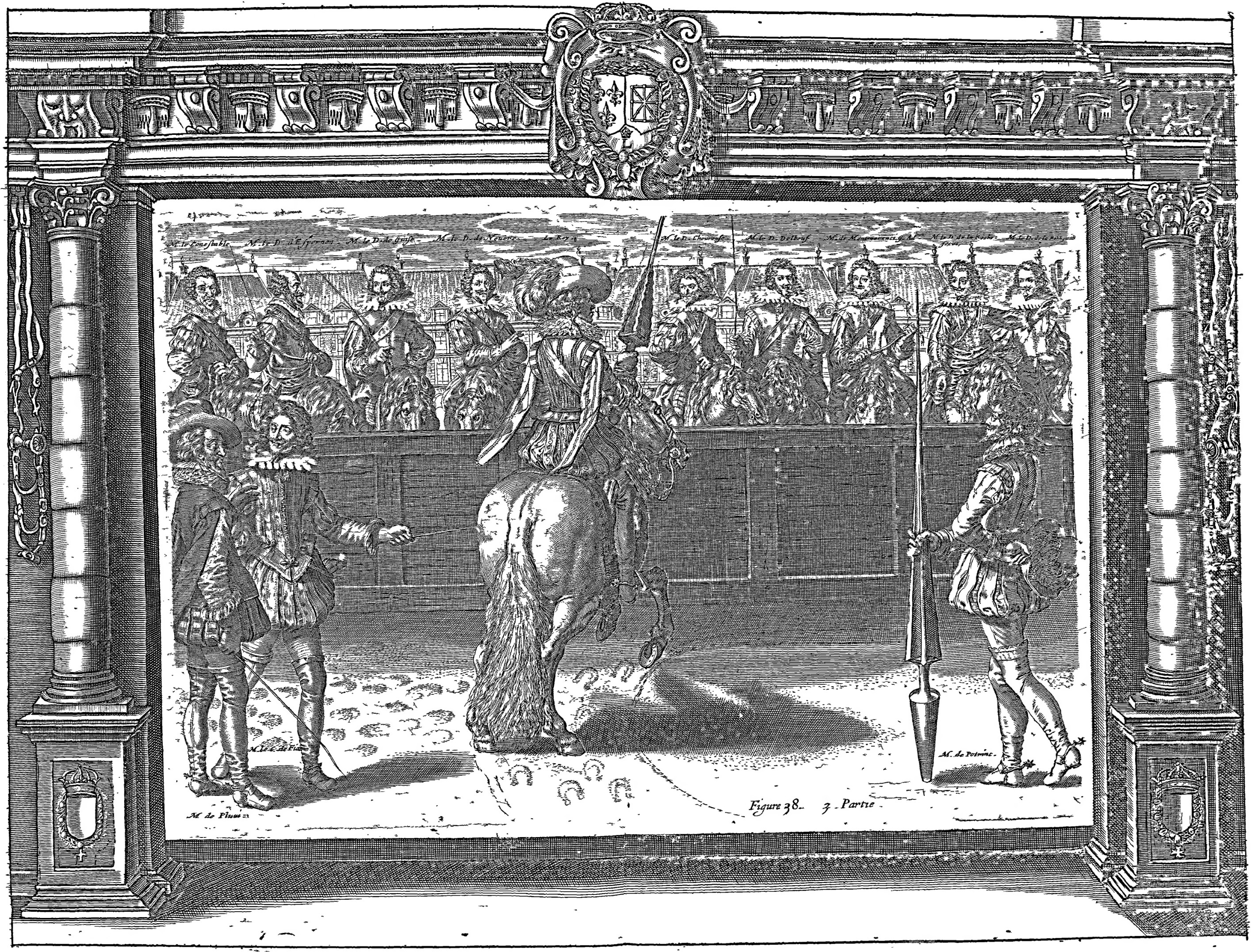
L'instruction du Roi en l'exercice de monter à cheval.

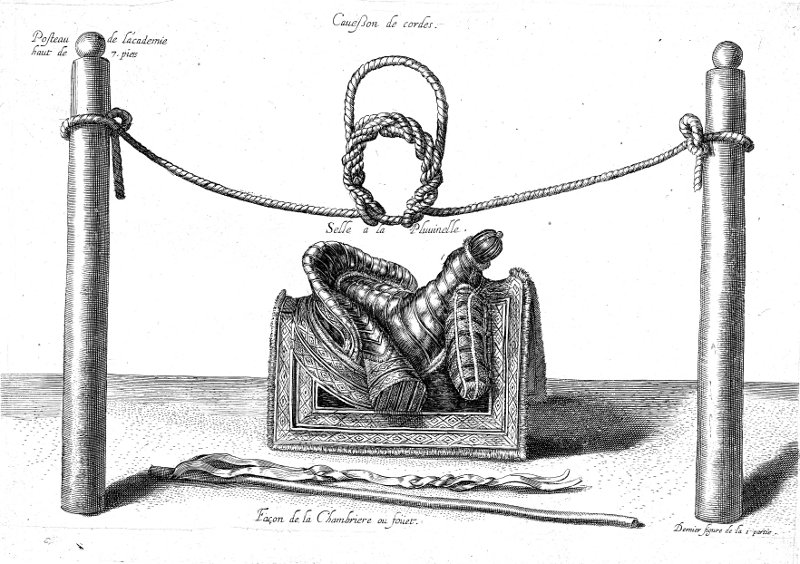
trois inventions d'Antoine de Pluvinel: les doubles piliers, le caveçon de corde et la selle à la Pluvinel (L'instruction du Roi en l'exercice de monter à cheval - éd. 1625).

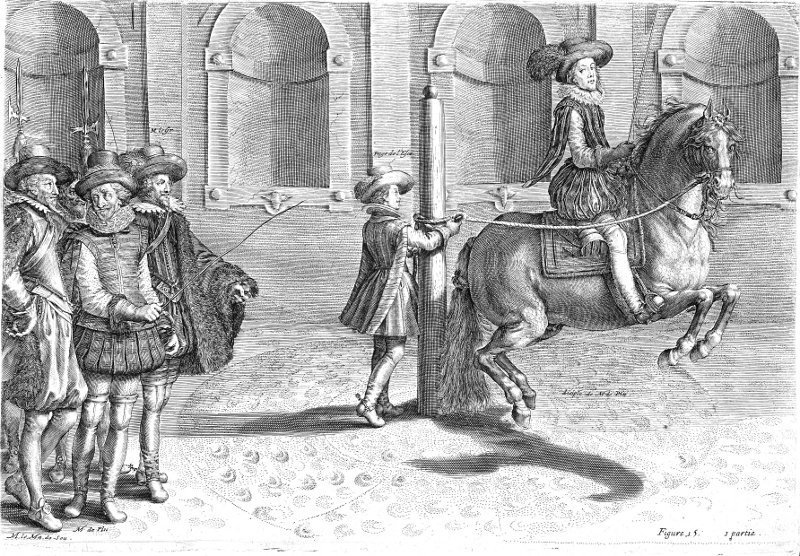
Travail au pilier unique (L'instruction du Roi en l'exercice de monter à cheval - éd. 1625).

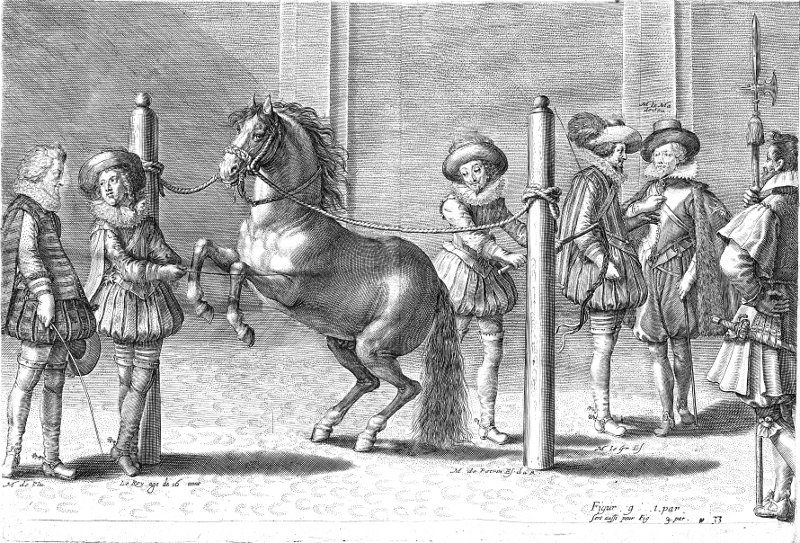
Courbette dans les piliers (L'instruction du Roi en l'exercice de monter à cheval - éd. 1625).

Antoine de Pluvinel, né en 1552 à Crest et mort le 22 ou 23 août 1620 à Paris, est l'un des précurseurs de l'école d'équitation française, avec Salomon de La Broue, il a fait évoluer les techniques équestres utilisées en Italie à la fin du XVIe siècle. Auteur d'un célèbre manuel d’équitation, L'Instruction du Roy en l'Exercice de Monter à Cheval, il forma Louis XIII et eut également comme élève Richelieu.

## Biographie
Antoine de Pluvinel naît à Crest en 1552, dans la région de Valence (le Valentinois). 

### De la découverte de l'école d'équitation de Pignatelli à la fondation de son académie
Âgé d'environ dix ans, il est envoyé par son père, Jean de Pluvinel, en Italie, à Naples, où il va travailler dans l'Académie fondée par Federico Grisone sous la direction de Gianbatista Pignatelli, qui lui enseigna pendant six ans,  jusqu'en 1571 ou 1572. À cette date, il rentre en France où il est présenté au roi Charles IX, par son premier écuyer, M. de Sourdis.
Selon la tradition, il aurait accompagné Henri III lors de son voyage pour aller prendre possession du trône de Pologne, en 1574, puis aurait fait partie de l'escouade qui le ramena bientôt en France, à la mort de Charles IX. En souvenir de cet épisode, Henri III lui aurait demandé de rajouter à ses armoiries (d'azur au flambeau d'argent, allumé d'or, posé en barre), le symbole de la Lituanie (un cavalier armé de toutes pièces à cheval). La bonne fortune de Pluvinel atteste qu'il fit partie de l'entourage proche du roi qui le prit sous sa protection et favorisa son ascension.
À l'avènement d'Henri IV en 1589, il est confirmé ou promu dans ses charges et bénéfices, signes de la confiance qu'il inspirait au roi : chambellan, second gouverneur du dauphin Louis, précepteur du Duc de Vendôme, César de Vendôme, un des fils que le roi eut de Gabrielle d'Estrées, et gouverneur de la Grosse Tour de Bourges. Un des aspects le plus important de ses responsabilités, était de former l'héritier du trône à l'art équestre. 
En 1594, patronné par le chevalier de Saint-Antoine, son ancien camarade de manège à Naples, et devenu premier écuyer ordinaire sous Henri III et Henri IV (et plus tard Ecuyer Principal, titre créé spécialement pour lui), Antoine de Pluvinel est autorisé à fonder à Paris, sis 177, rue Saint-Honoré, à hauteur du passage Delorme, dans un bâtiment à l'enseigne de la Corne du Cerf, à l'emplacement de l'actuelle place des Pyramides, une Académie destinée à perfectionner les "jeunes pousses" de la noblesse française dans "l'exercice de monter à cheval". Cette académie enseignait aussi bien l'équitation, la musique, la danse, l'escrime, les beaux-arts, le dessin et les sciences militaires, jusqu’aux mathématiques. Elle fonctionna de 1594 jusqu'au décès de Pluvinel en 1620.
À cette époque, en effet, l'Italie imprime sa marque sur la mentalité des élites : après une conception de l'équitation comme moyen de faire la guerre, l'Italie a popularisé l'équitation comme art d'agrément et de civilité, en ouvrant des « académies » en plusieurs cités de la péninsule. Aux côtés de la noblesse italienne, les Français étaient contraints de se rendre en Italie pour recevoir un enseignement équestre de qualité, en exposant ainsi les familles à de larges dépenses — à l'image de l'apprentissage napolitain d'Antoine de Pluvinel.

### Homme politique
Des missions diplomatiques importantes lui furent confiées du fait de ses hautes qualités morales. Henri IV l'envoya en 1609 auprès du gouverneur Maurice de Hollande, un des rares admis en permanence dans la chambre du roi, pour la négociation du projet monté pour faire pièce à l'Espagne. Ce projet fut abandonné après la mort du souverain.

### Une nouvelle école d'équitation
L'une des idées force de Pluvinel fut d'"importer" les méthodes italiennes en France dont il va adoucir les fondements, posant les bases d'une équitation qui s'adresse davantage à la "cervelle" du cheval, "avare de coups et prodigue de caresse". Ce faisant, il concurrence les institutions italiennes en proposant une formation complète dans son académie, installée à Paris, à l'emplacement de l'actuelle place des Pyramides.
L'enseignement dispensé repose d'abord sur l'équitation, mais il va s'étendre à la danse et aux autres arts d'agrément. Pluvinel aura une influence importante sur ses élèves, en donnant le "ton" de l'honnête homme du début du XVIIe siècle. Ainsi peut on relever parmi les disciples de Pluvinel : le duc de Newcastle, auteur en 1667 d'une Méthode nouvelle pour dresser les chevaux, ou bien le futur cardinal de Richelieu, alors titré marquis du Chillou.
Sa proximité avec la cour lui permet d'être désigné par Henri IV sous-gouverneur du dauphin Louis XIII, avec pour charge de mettre le jeune roi en selle et d'en faire un cavalier accompli. Avec Monsieur de Souvré et le médecin Jean Héroard, il formera, après la mort d'Henri IV, le premier cercle des fidèles qui feront l'éducation quotidienne du jeune Louis XIII.
C'est aussi un ordonnateur des fastes de la couronne, comme lors du célèbre Carrousel de 1612 organisé place Royale, future place des Vosges, pour commémorer la double alliance avec l'Espagne, et décrit par François de Rosset dans "Le Romant des chevaliers de la gloire". Le musée Carnavalet possède un tableau qui représente ce carrousel. Le ballet équestre, composé par Antoine de Pluvinel pour le quadrille des chevaliers du Lis permit d'illustrer l’excellence de l’art équestre français. "Monsieur de Pluvinel avait nom Valdante le Fidelle & pour devise, un Laurier avec ses graines d’or croissant parmy des rochers en une terre stérile, sous les rayons d’un Soleil qui le regardait, & arrosé d’une douce pluye qui tombait du Ciel, nihil terrena iuuant".
Théoricien, il est avant tout un écuyer très habile. En faisant parler le duc de Bellegarde, grand écuyer de France, L'Instruction du Roy rappelle une anecdote selon laquelle M. de la Broue et le connétable-duc de Montmorency n’étaient pas parvenus à se rendre maître d’un cheval barbe, surnommé le Bonite, et l’avaient déclaré « incapable de pouvoir jamais bien manier, à cause de son impatience, de sa tête mal assurée, etc. » Pluvinel intervenant alors, « il lui gagna la tête et lui donna le parfait appui de sa main, etc. En sorte qu’au bout de très-peu de jours, il le montra à Fontainebleau, où il le fit manier à courbettes, par le droit, après deux voltes à main droite, toutes d’une haleine, sans sortir d’un rond à peu près de la longueur du cheval, et puis le fit manier en avant, en arrière, de côté, de çà et de là, et à une place, en faisant courbettes de côté, et changeant tout en l’air, retombait de l’autre côté tant de fois qu’il plaisait au cavalier, ce qui me fit appeler ces mouvements la sarabande du Bonite » . Pluvinel offre ensuite le Bonite au futur Louis XIII, pour que ce dernier « prenne des leçons sur le plus parfait cheval d'Europe ».

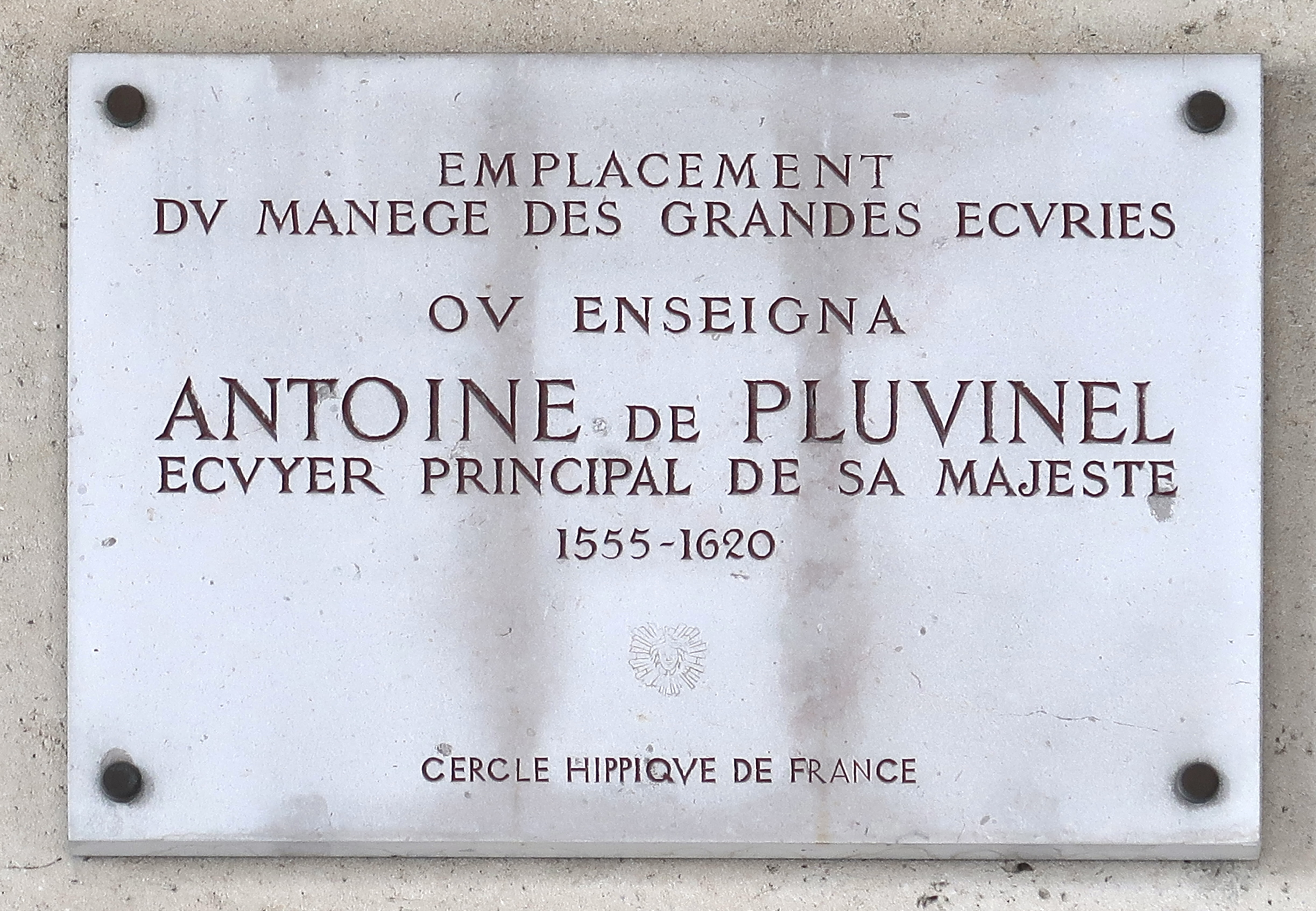
Plaque au n°192 rue de Rivoli (Paris).

Pluvinel peut être considéré comme le père de l'équitation moderne, ou le dernier écuyer traditionnel, en ce qu'il a été formé à l'ancienne école de l'équitation guerrière et qu'il a su assimiler cet héritage pour évoluer vers une équitation d'agrément. Son ouvrage célèbre ainsi, avec un grand luxe de détails, la pratique des tournois, que la mort d'Henri II a condamné à disparaître, pour être remplacé par les carrousels.
Pluvinel meurt le 22 ou 23 et est inhumé le 24 août 1620 aux Jacobins Saint-Honoré. Selon une coutume adoptée par certains personnages d'importance à l'époque, sa dépouille est divisée pour permettre de reposer en plusieurs lieux de sépulture. Le gisant de corps est réservé aux Jacobins, le gisant d'entrailles à l'église Saint-Roch juste à côté de son Académie, et le gisant de cœur revient à sa ville natale de Crest, où il est placé dans l'église Saint-Barthélemy qu'il avait fondé antérieurement. Antoine de Pluvinel laisse 6 filles mais aucune postérité mâle. Le nom perdure néanmoins par la descendance de son frère aîné. L'un de ses petits-neveux, prénommé Antoine de la Baume Pluvinel, et de ce fait parfois confondu avec lui, sera gouverneur de la ville de Crest et obtiendra en 1693 des lettres-patentes de Louis XIV, érigeant sous le titre de "marquisat de Pluvinel" ses terres situées en Dauphiné, dans les environs de Valence.
Antoine de Pluvinel était aussi seigneur de Feucherolles (Yvelines) et du Plessis Saint-Antoine. Ces titres seront transmis successivement au mari de sa fille aîné Louise, Jean Briçonnet, puis au fils issu de mariage de sa seconde fille avec M. de Biencourt de Poutrincourt, également écuyer, représenté dans plusieurs gravures de l'Instruction du Roi.

## L'œuvre écrite et l'héritage

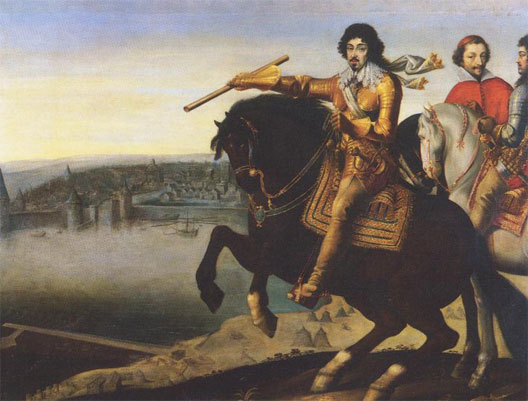
Louis XIII, célèbre élève d'Antoine de Pluvinel.

L'ouvrage auquel Antoine de Pluvinel travaillait sera publié hâtivement après sa mort, en 1623 sous le titre Le maneige royal, par M. Peyrol, puis largement remanié et enrichi en 1625 par son ami Menou de Charnizay, dans un souci de fidélité au vieux maître, avec cette fois le titre L'instruction du roi en l'exercice de monter à cheval.
Ce célèbre traité d'équitation, étayé de propos philosophiques, est écrit sous la forme d'entretiens à l'attention du jeune Dauphin (futur Louis XIII). Pour l'initier à l'art de « réduire les chevaux en peu de temps à l'obéissance », Antoine de Pluvinel adoucit l'enseignement qu'il a lui-même reçu en Italie. Il est magnifiquement illustré par les dessinateur Crispin de Passe, que Pluvinel lui-même ramena de Hollande lors d'une de ses missions diplomatiques. 
L'ouvrage est présenté au public comme la quintessence de l'ouvrage pédagogique. c'est la doctrine du plus grand maître, premier écuyer de Sa Majesté le roi de France, confié au meilleur outil de transmission, le livre qui comprend texte et images, voué à l'éducation cavalière du paragon d'homme, le roi. Il est à la base de l'école française.
Son enseignement se distingue en effet de celui de ses maîtres italiens par l'affirmation de deux principes fondamentaux : 
- la psychologie du cheval ne soit pas négligée ;
- le cheval doit être considéré comme un être sensible et intelligent.

Retrouvant l'enseignement de Xénophon, il considère que l'équitation doit s'attacher à provoquer les mouvements que fait joyeusement et spontanément le cheval en liberté : "Prenons garde d'assombrir le jeune cheval et d'étouffer sa nature, car c'est comme le parfum d'un fruit qui une fois évanoui ne revient jamais.".
Il constate en effet que chaque cheval possède ses propres caractéristiques, défauts et qualités; en un mot : une personnalité. Rejetant certaines méthodes et procédés brutaux de l'école italienne, il élabore un enseignement du dressage qui, dans les grandes lignes demeure d'actualité. Il préconise la discrétion des aides, les méthodes douces, l'emploi de mors simples, aux canons brisés, et recommande l'assouplissement de sa monture ainsi que le travail sur deux pistes. Les moyens artificiels ne viennent que comme complément. La position du « bel homme de cheval » s'inspire de celle indiquée par Xénophon: « estomac avancé, jambes tendues, talons tournés vers dehors. »
Pluvinel recommande surtout de ne jamais recourir à des sévices, mais de traiter les chevaux avec rigueur et discipline, sans jamais perdre confiance dans la supériorité technique de l'homme. « Que la bonté l'emporte sur la sévérité... On ne doit battre un cheval que si sa désobéissance est fille de paresse... », car « [la gentillesse] est aux chevaux comme la fleur sur les fruits, laquelle ostée ne retourne jamais ». Il préconise la récompense pour conquérir le cheval alors que ses contemporains, fidèles à Grisone, considèrent que l'arrêt de la punition est déjà une récompense.
Il fait travailler « la cervelle plus que les reins et les jambes » du cheval, et dit : « il faut estre avare des coups et prodigue des caresses afin, comme rediray tousjours, d'obliger le cheval à obéir et manier plustost pour le playsir que pour le mal. »
Pluvinel remet en pratique les piliers de dressage qui permettent d'assouplir le cheval et de réduire toute résistance, d'abord sans cavalier et sans selle, puis avec une selle mais toujours sans cavalier et enfin parfait le travail dans les piliers doubles de son invention qui permettent l'abaissement des hanches. Ils sont encore utilisés à Vienne, dans le manège de la célèbre école espagnole.
Il travaille tous les sauts d'école : pesade, ruade, courbette, ballotade, capriole. Il utilise le déplacement latéral de l'arrière-main pour mettre le cheval dans les talons et dans la main. Il fut aussi le premier à utiliser la chambrière.
La description de la descente des aides apparait dans ses écrits. Le nom "descente de main" et la technique seront formalisés par La Guérinière.  François Baucher perfectionnera le procédé en "descente simultanée des aides", c'est-à-dire descente de la main et de la jambe dans le même temps.
L'enseignement d'Antoine de Pluvinel sera repris, perfectionné et adouci, par François Robichon de la Guérinière.
Pluvinel, qui était versé dans l'art pictural, avait lui-même engagé le graveur Crispyn de Passe pour illustrer l'ouvrage. Il lui avait prescrit le sujet et la distribution des figures, se réservant le droit de les contrôler. Il ne put, nous rapporte son valet J.-D. Peyrol, qu'en voir les esquisses du fait de sa disparition, tout comme il n'a pas pu réaliser, pour la même raison, le strict enchaînement des images au texte comme il le souhaitait. 
Il faut ajouter que la célébrité d'Antoine de Pluvinel doit beaucoup au somptueux ouvrage édité posthumément : la qualité des gravures de Crispin de Pases n'a pas été altérée par les siècles, tandis que le texte a vieilli dans sa forme. Ce livre est très recherché des bibliophiles, et présente une cote moyenne de 6 000 euros. La plupart des grandes bibliothèques en possèdent l'édition originale. Ce fut l'un des derniers achats du duc d'Aumale pour la célèbre bibliothèque du château de Chantilly. L'exemplaire est enrichi d'une lettre autographe fort rare.